# Gottfried Silbermann

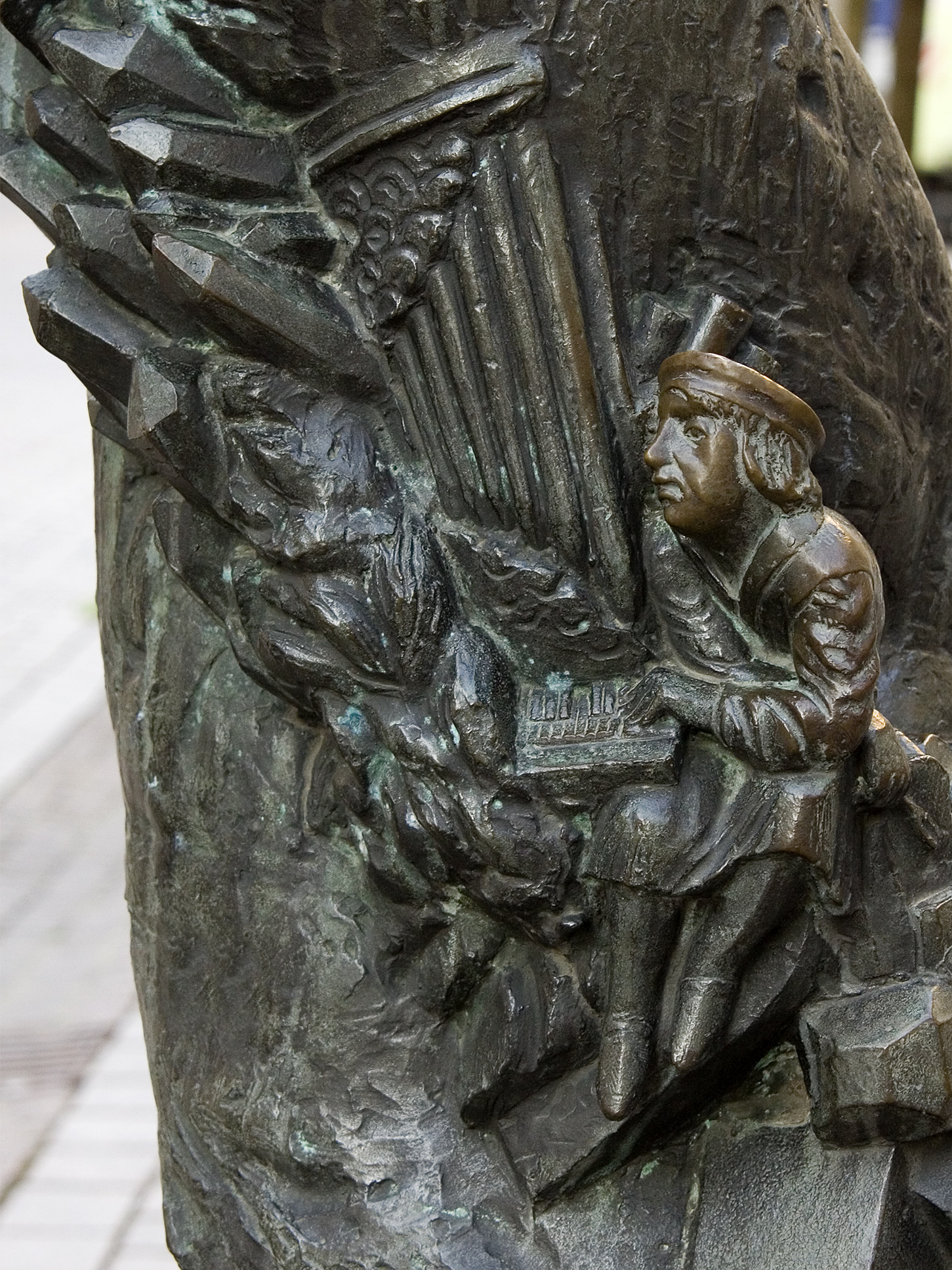

Gottfried Silbermann (14 de Janeiro de 1683 - 4 de Agosto de 1753) foi um construtor alemão de instrumentos de tecla, nomeadamente cravos, clavicórdios, órgãos e fortepianos.

## Biografia
Nasceu em Kleinbobritzsch e aprendeu a construir órgãos com o seu irmão, em Estrasburgo. Em 1711 abriu a sua própria oficina em Freiberg. Em 1723, Frederico I concedeu-lhe o título de Königlich Polnischen und Churfürstlich Sächsischen Hof- und Landorgelmachers (“Construtor de órgãos do tribunal Honorário e do Estado para o Rei da Polônia e para o Eleitorado da Saxônia”). Gottfried Silbermann construiu aproximadamente 50 órgãos. Os órgãos da Hofkirche e da Catedral de Freiberg são considerados as suas maiores obras.
Silbermann foi também uma figura central na história do piano. Construiu o primeiro forte-piano alemão, tendo transmitido as ideias cruciais de Bartolomeo Cristofori (o inventor do piano) para os subsequentes construtores. Na enciclopédia Universal-Lexicon de Johann Heinrich Zedler, as evidências indicam que o primeiro piano de Silbermann terá sido construído no ano de 1732. Durante a década de 1740, Frederico, o Grande, rei da Prússia, veio a conhecer os pianos de Silbermann, tendo adquirido vários para si. Contratou Carl Philipp Emanuel Bach, que tocava instrumentos de Silbermann e que compunha para estes modelos. Esses instrumentos foram igualmente tocados por Johann Sebastian Bach durante a sua visita a Potsdam. Durante esta sua segunda visita, os pianos Silbermann receberam a sua “total aprovação” (“völlige Gutheißung”).
Dois dos pianos de Silbermann ainda se encontram nos palácios de Frederick, em Potsdam. Existe ainda um piano original de Silbermann no Museu Nacional Germânico. Em 2020, Paul McNulty construiu uma réplica deste instrumento de Gottfried Silbermann datado de 1749 para Malcolm Bilson.

## Gravações
- Luca Guglielmi. Johann Sebastian Bach. Bach & The early pianoforte. Fortepian Silbermann 1749 (Kerstin Schwarz), clavicórdio Christian Gottlob Hubert 1784 (Angelo Mondino). Piano Classic.
- Miklos Spanyi. Carl Emanuel Philipp Bach. Solo keyboard music vol 12. Silbermann da década de 1749 (Michael Walker).  BIS
- Arnaud de Pasquale. CPE Bach, Graun, Hesse. Trios for fortepiano & viola da gamba. Early piano series. CD 1. Silbermann (Kerstin Schwarz). Alpha Classics
- Bernhard Klapprott. Johann Sebastian Bach. Complete works played on Silbermann organs. Silbermann órgãos. Aeolus
- Marie Claire Alain. Bach. Organ works. Silbermann órgãos. Erato
- Genzoh Takehisa. Bach’s Instrumental works. Silbermann da década de 1747 (Kenta Fukamachi, 2007). ALM records